# Duncan Oughton
Duncan Edward Oughton (Karori, 1977. június 14. –) új-zélandi válogatott labdarúgó.

## Sikerei, díjai

### Klub
- Columbus Crew
  - MLS bajnok: 2008
  - MLS bajnok Supporters Shield: 2004, 2008, 2009
  - Lamar Hunt US Open Cup: 2002

### Válogatott
- Új-Zéland
  - OFC-nemzetek kupája: 2002, 2008